# Équipe cycliste Tarteletto-Isorex
L'équipe cycliste Tarteletto-Isorex est une équipe cycliste belge avec le statut d'équipe continentale. Créée en 2005, l'équipe alterne les saisons chez les amateurs et en catégorie UCI. Elle conserve son statut d'équipe continentale depuis 2015.

## Histoire de l'équipe
En 2014, le contexte économique difficile force l'équipe à devenir une équipe de club.
Fin décembre 2014, il est annoncé que Colba-Superano Ham participera avec dix-huit autres équipes à la Topcompétition regroupant huit manches : la Course des chats, la Flèche ardennaise, le Grand Prix Criquielion, le Mémorial Philippe Van Coningsloo, le Circuit Het Nieuwsblad espoirs, le contre-la-montre par équipes de Borlo, À travers les Ardennes flamandes et la Flèche du port d'Anvers, cette dernière épreuve constituant la finale.
Pour la saison 2015, Peter Bauwens, le manager de l'équipe, annonce à la mi-juillet 2014 que Colba-Superano Ham sera à nouveau une équipe continentale à partir de la saison 2015. Il déclare dans un communiqué : « Dans cette période de crise économique, il n'est pas évident d'attirer des sponsors et qui plus est dans le milieu du cyclisme. Cependant, Superano Ham, un des produits du producteur de jambon Grega à Buggenhout, a décidé de poursuivre l'aventure avec notre équipe l'an prochain ». Début octobre 2014, le manager indique que la saison devrait commencer par Kuurne-Bruxelles-Kuurne, et compter au total une centaine de jours de course.

## Principales victoires

### Courses d'un jour
- Tour de Hollande-Septentrionale : 2011 (Niels Wytinck)
- Grand Prix Impanis-Van Petegem : 2011 (Sander Cordeel)
- Flèche ardennaise : 2012 (Clément Lhotellerie)
- Internationale Wielertrofee Jong Maar Moedig : 2019 (Julien Van Den Brande)
- Dorpenomloop Rucphen : 2021 (Elias Van Breussegem)

### Courses par étapes
- Tour d'Iran : 2017 (Rob Ruijgh)
- In the Steps of the Romans : 2019 (Polychronis Tzortzakis)
- Tour d'Iran - Azerbaïdjan : 2022 (Gianni Marchand)
- Tour de la Mirabelle : 2023 (Jonas Geens)

### Championnats nationaux
- Championnats d'Albanie sur route : 7
  - Course en ligne : Ylber Sefa (2018, 2019, 2020 et 2021)
  - Contre-la-montre : Ylber Sefa (2019, 2020 et 2021)
- Championnats de Grèce sur route : 2
  - Course en ligne : Polychronis Tzortzakis (2018)
  - Contre-la-montre : Polychronis Tzortzakis (2019)
- Championnats du Japon de cyclo-cross : 1
  - Élites : 2013 (Yu Takenouchi)

## Classements UCI
L'équipe participe aux circuits continentaux et principalement à des épreuves de l'UCI Europe Tour. Les tableaux ci-dessous présentent les classements de l'équipe sur les différents circuits, ainsi que son meilleur coureur au classement individuel.
UCI Asia Tour
| UCI Asia Tour | UCI Asia Tour          | UCI Asia Tour                             | UCI Asia Tour |
| Année         | Classement par équipes | Meilleur coureur au classement individuel |               |
| ------------- | ---------------------- | ----------------------------------------- | ------------- |
| 2013          | 70e                    | Aron Kremer (347e)                        |               |
| 2017          | 39e                    | Rob Ruijgh (50e)                          |               |
| 2018          | 62e                    | Ylber Sefa (295e)                         |               |
|               |                        |                                           |               |
| Source : UCI  |                        |                                           |               |

UCI Europe Tour
| UCI Europe Tour | UCI Europe Tour        | UCI Europe Tour                           | UCI Europe Tour |
| Année           | Classement par équipes | Meilleur coureur au classement individuel |                 |
| --------------- | ---------------------- | ----------------------------------------- | --------------- |
| 2006            | 102e                   | Frank Van Kuik (514e)                     |                 |
| 2007            | 110e                   | Thomas Ongena (619e)                      |                 |
| 2011            | 80e                    | Sander Cordeel (279e)                     |                 |
| 2012            | 89e                    | Clément Lhotellerie (271e)                |                 |
| 2013            | 107e                   | Clément Lhotellerie (415e)                |                 |
| 2015            | 106e                   | Egidijus Juodvalkis (621e)                |                 |
| 2016            | 96e                    | Jelle Mannaerts (675e)                    |                 |
| 2017            | 76e                    | Jelle Mannaerts (259e)                    |                 |
| 2018            | 49e                    | Jelle Mannaerts (231e)                    |                 |
| 2019            | 46e                    | Polychrónis Tzortzákis (249e)             |                 |
| 2020            | 42e                    | Michael Van Staeyen (355e)                |                 |
| 2021            | 30e                    | Gianni Marchand (295e)                    |                 |
| 2022            | 17e                    | Gianni Marchand (158e)                    |                 |
| 2023            | 37e                    | -                                         |                 |
|                 |                        |                                           |                 |
| Source : UCI    |                        |                                           |                 |

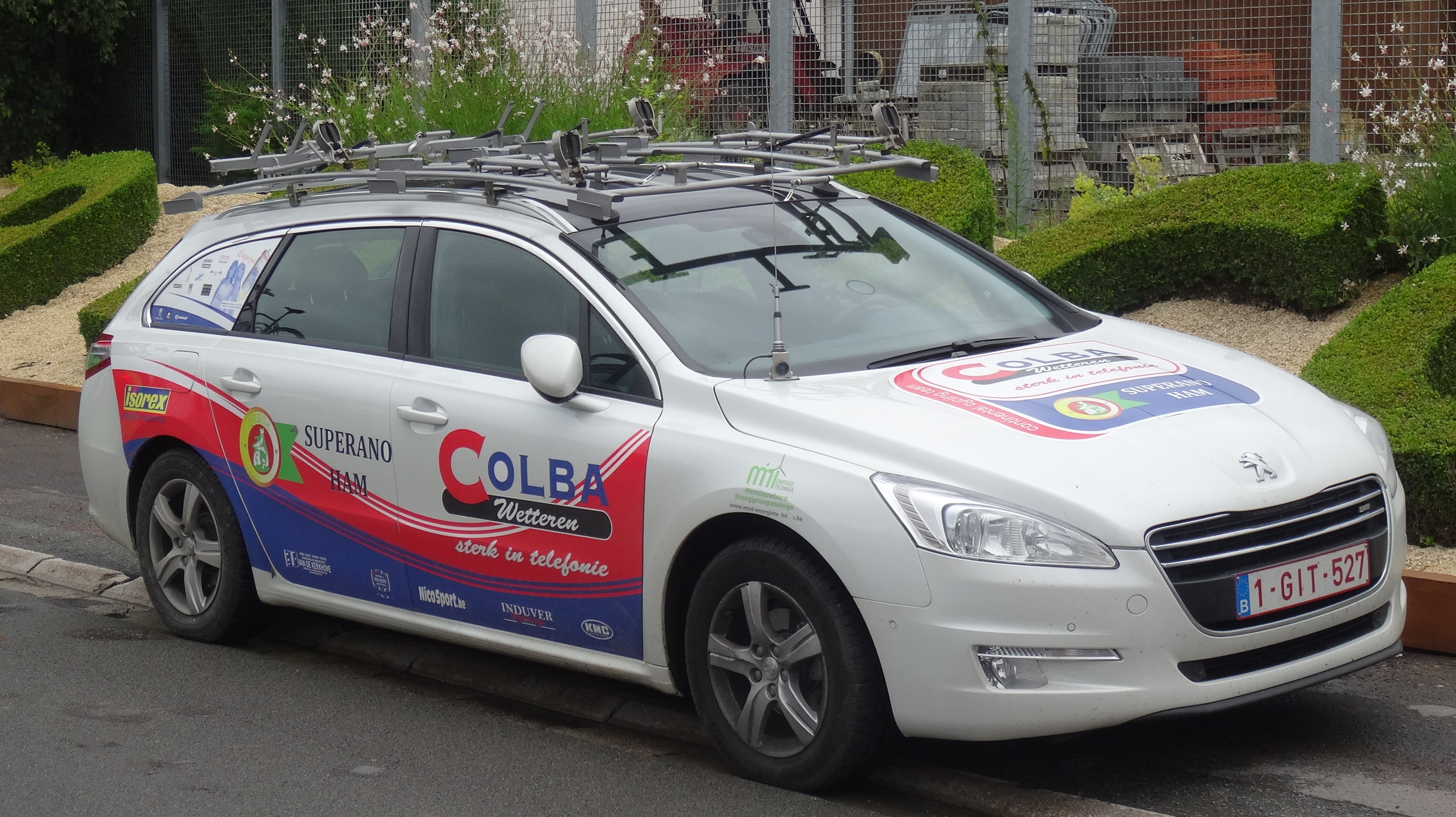
Une des voitures lors de la Ronde pévéloise 2014 à Pont-à-Marcq.

Depuis 2016, l'équipe est également classée au Classement mondial UCI qui prend en compte toutes les épreuves UCI et concerne toutes les équipes UCI.
| Classement mondial | Classement mondial     | Classement mondial                        | Classement mondial |
| Année              | Classement par équipes | Meilleur coureur au classement individuel |                    |
| ------------------ | ---------------------- | ----------------------------------------- | ------------------ |
| 2016               | -                      | Jelle Mannaerts (1002e)                   |                    |
| 2017               | -                      | Rob Ruijgh (342e)                         |                    |
| 2018               | -                      | Jelle Mannaerts (411e)                    |                    |
| 2019               | 83e                    | Polychrónis Tzortzákis (304e)             |                    |
| 2020               | 72e                    | Michael Van Staeyen (432e)                |                    |
| 2021               | 52e                    | Gianni Marchand (352e)                    |                    |
| 2022               | 37e                    | Gianni Marchand (192e)                    |                    |
| 2023               | 72e                    | Timothy Dupont (240e)                     |                    |
| 2024               | 77e                    | Gianni Marchand (1013e)                   |                    |
|                    |                        |                                           |                    |
| Source : UCI       |                        |                                           |                    |

## Tarteletto-Isorex en 2025
Effectif
| Effectif 2025            | Effectif 2025     | Effectif 2025 | Effectif 2025                    |
| Cycliste                 | Date de naissance | Pays          | Équipe précédente                |
| ------------------------ | ----------------- | ------------- | -------------------------------- |
| Siebe Bauwens            | 8 mars 2006       | Belgique      |                                  |
| Louis Blouwe             | 19 novembre 1999  | Belgique      | Bingoal WB (2024)                |
| Robbe Claeys             | 13 novembre 2000  | Belgique      | Acrog-Tormans/Balen BC (2022)    |
| Ewout De Keyser          | 12 mai 2001       | Belgique      |                                  |
| Jordy Decottignies       | 12 mars 2002      | Belgique      |                                  |
| Timothy Dupont           | 1 novembre 1987   | Belgique      | Bingoal Pauwels Sauces WB (2022) |
| Bo Godart                | 31 août 1998      | Belgique      | XSpeed United Continental (2022) |
| Jonas Goeman             | 15 février 1993   | Belgique      |                                  |
| Gianni Marchand          | 1 juin 1990       | Belgique      | Cibel (2019)                     |
| Stefano Museeuw          | 1 juin 1997       | Belgique      | Philippe Wagner-Bazin (2024)     |
| Brian Rigole             | 21 mai 2002       | Belgique      |                                  |
| Arne Santy               | 20 octobre 2000   | Belgique      |                                  |
| Daan Stevens             | 10 mai 2002       | Belgique      |                                  |
| Lennert Teugels          | 9 avril 1993      | Belgique      | Bingoal WB (2024)                |
| Alex Vandenbulcke        | 25 novembre 2001  | Belgique      |                                  |
| Mauro Verwilt            | 11 juin 2000      | Belgique      |                                  |
|                          |                   |               |                                  |
| Source : ProCyclingStats |                   |               |                                  |

Victoires
| Victoires | Victoires | Victoires | Victoires | Victoires | Victoires |
| Date      | Course    | Pays      | Classe    | Vainqueur |           |
| --------- | --------- | --------- | --------- | --------- | --------- |

## Saisons précédentes

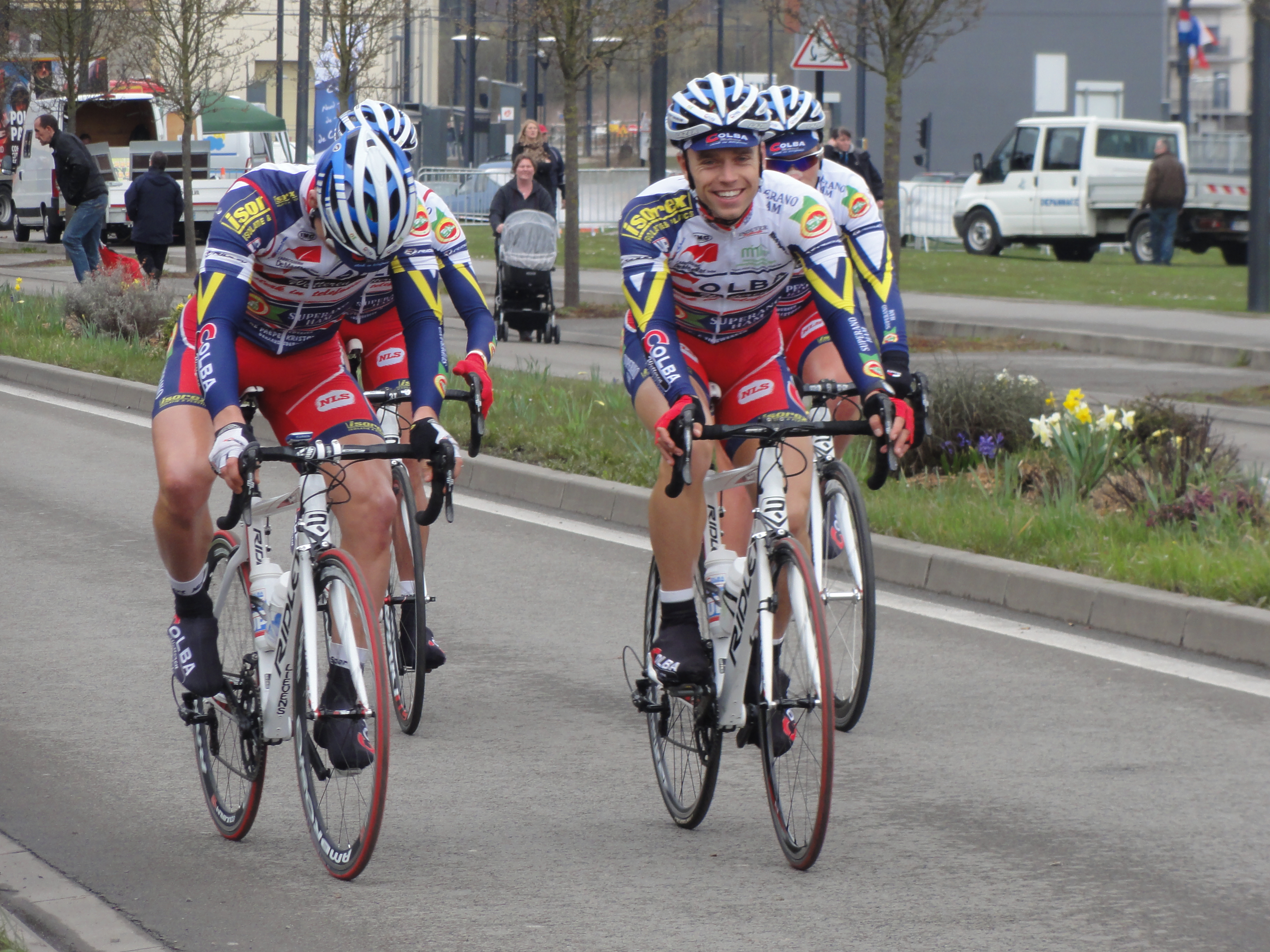
Coureurs de l'équipe lors du Grand Prix de Denain 2013

- Superano Ham-Isorex en 2015
- Superano Ham-Isorex en 2016
- Tarteletto-Isorex en 2017